# Wiesenbeker Teich

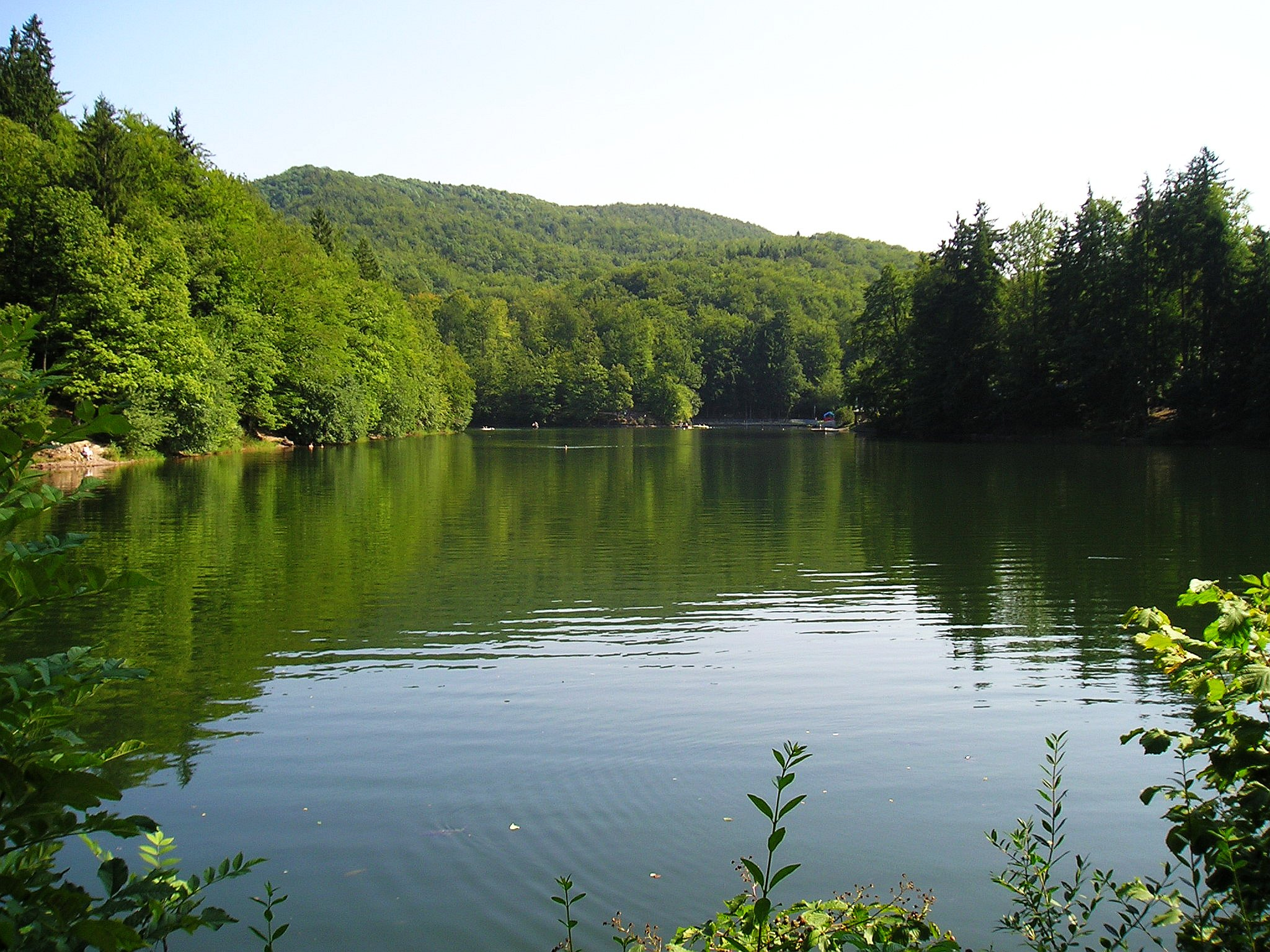
Wiesenbeker Teich

Der Wiesenbeker Teich (früher Aufrichtigkeiter Teich) ist ein Kunstteich in der Nähe von Bad Lauterberg im Harz im Landkreis Göttingen, Niedersachsen. Er ist einer der Oberharzer Teiche. Der Wiesenbeker Teich und seine baulichen Anlagen wurden unter Denkmalschutz gestellt.
Seit 2010 gehört er als Teil des „Oberharzer Wasserregales“ unter der Bezeichnung Bergwerk Rammelsberg, Altstadt von Goslar und Oberharzer Wasserwirtschaft zum UNESCO-Weltkulturerbe.
Der Wiesenbeker Teich ist Bestandteil der Welterbe-Route des UNESCO-Welterbes im Harz.

## Beschreibung
Der 1715 in Betrieb genommene Teich diente einst der Aufschlagwasserversorgung des Kupferbergwerkes „Aufrichtigkeit“ in Lauterberg. Als der Erzabbau dort eingestellt wurde, versorgte er die Lauterberger Königshütte.
Der Wiesenbeker Teich wird durch einen Erddamm angestaut. Die Dammdichtung besteht aus  Rasensoden, die hier – erstmals im Harz – in Dammmitte und nicht an der wasserseitigen Böschung eingebaut wurden („Kerndichtung“). Auch der Striegel wurde in der Mitte des Dammes angeordnet. Alle später angelegten Teiche des Oberharzes wurden nach dieser „Lauterbergischen Teichbauweise“ errichtet.

### Umbau- und Sanierungsarbeiten
Im Jahr 1960 wurde der Grundablass umgebaut, wobei der Striegelschacht mit achteckigen Betonfertigteilen, lichte Weite 1,10 Meter, ausgebaut und das Auslaufgerenne mit einem 300-mm-Graugussrohr versehen wurde. Im Jahr 1980 erfolgte ein deutlicher Ausbau der Hochwasserentlastungsanlage für das Bemessungshochwasser. 1992 führten die Harzwasserwerke als Betreiber eine gründliche Sanierung der Dammdichtung durch. Im Winter 2019/2020 kam es zu einem Schaden am Verschluss des Grundablasses, weshalb der Teich komplett abgelassen werden musste.

### Denkmalschutz
Die wenig denkmalgerechte Hochwasserentlastungsanlage prägt das südliche Dammende erheblich. Am nördlichen Ende des Dammes befindet sich ein in den 1960er Jahren errichtetes Hotel, das seit Ende der 1990er Jahre leer steht und verfällt. Aktuell befindet es sich im Eigentum von Anhängern der Reichsbürgerbewegung, denen aber die Nutzung untersagt wurde.  Da Hotel und Vorplatz fast auf dem Damm stehen, wird das Dammbauwerk auch an dieser Stelle wenig denkmalgerecht beeinflusst.
Eine Freibadanlage mit verschiedenen Becken, Sprungturm etc. am Südufer wurde um 2010 zu einer „grünen Böschung“ zurückgebaut. Das Striegelhaus wurde zuletzt 2012 erneuert; dabei wurde versucht, den originalen Baustil der Oberharzer Striegelhäuser wieder zur Geltung kommen zu lassen.

## Nutzung
Der Betreiber der Stauanlage sind seit 1991 die Harzwasserwerke GmbH. Am Südufer befindet sich ein Campingplatz mit Freizeitmöglichkeiten und Sandstrand; die Bademöglichkeiten können auch von anderen Besuchern wahrgenommen werden. Seit den 2020er Jahren befindet sich eine kleine Wasserskianlage in der Mitte des Teichs. Der DLRG Bad Lauterberg betreibt am Südufer eine Station.

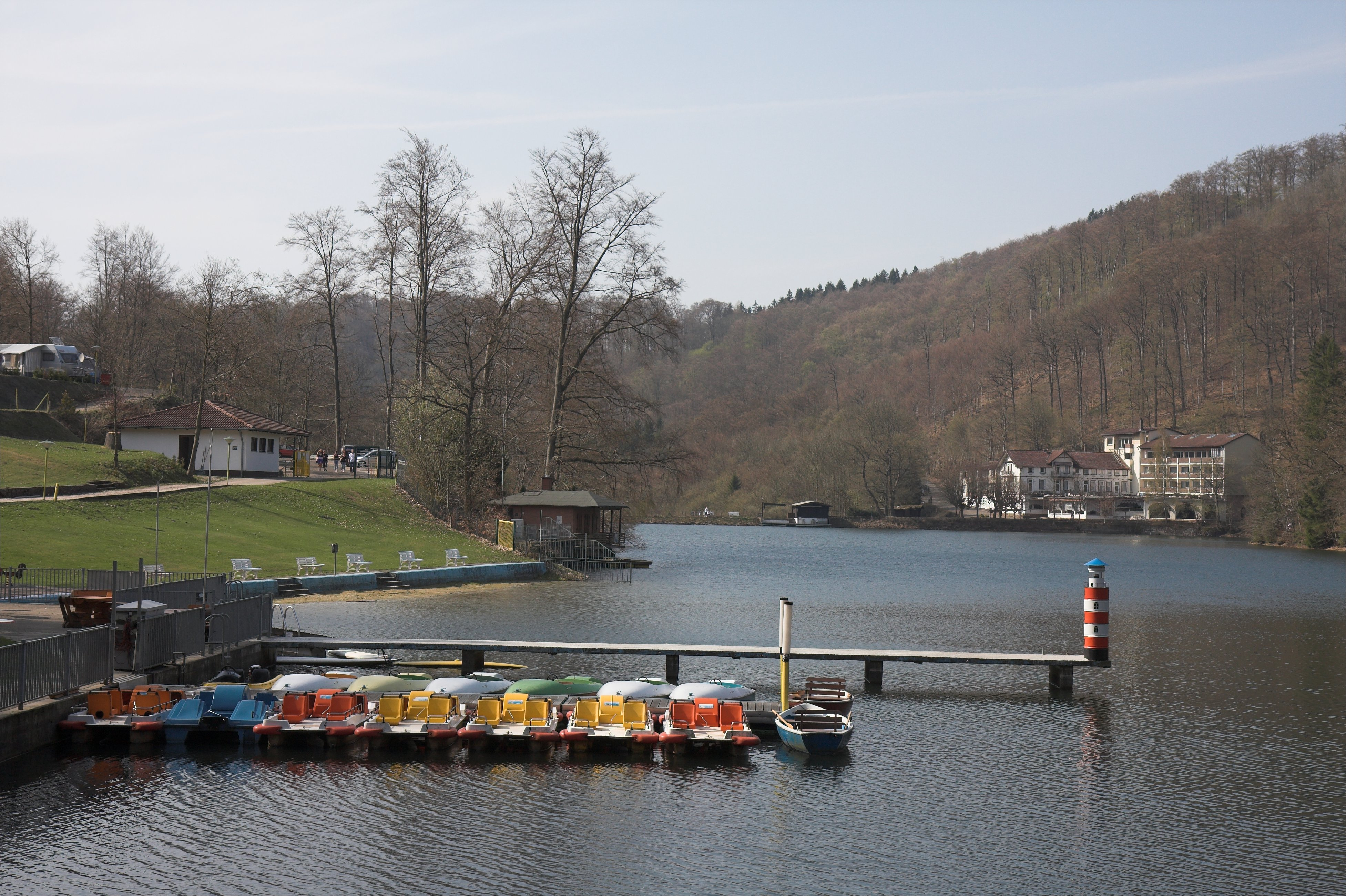
Der Teich mit Campingplatz und Bootssteg (links) sowie früherem Hotel (rechts)
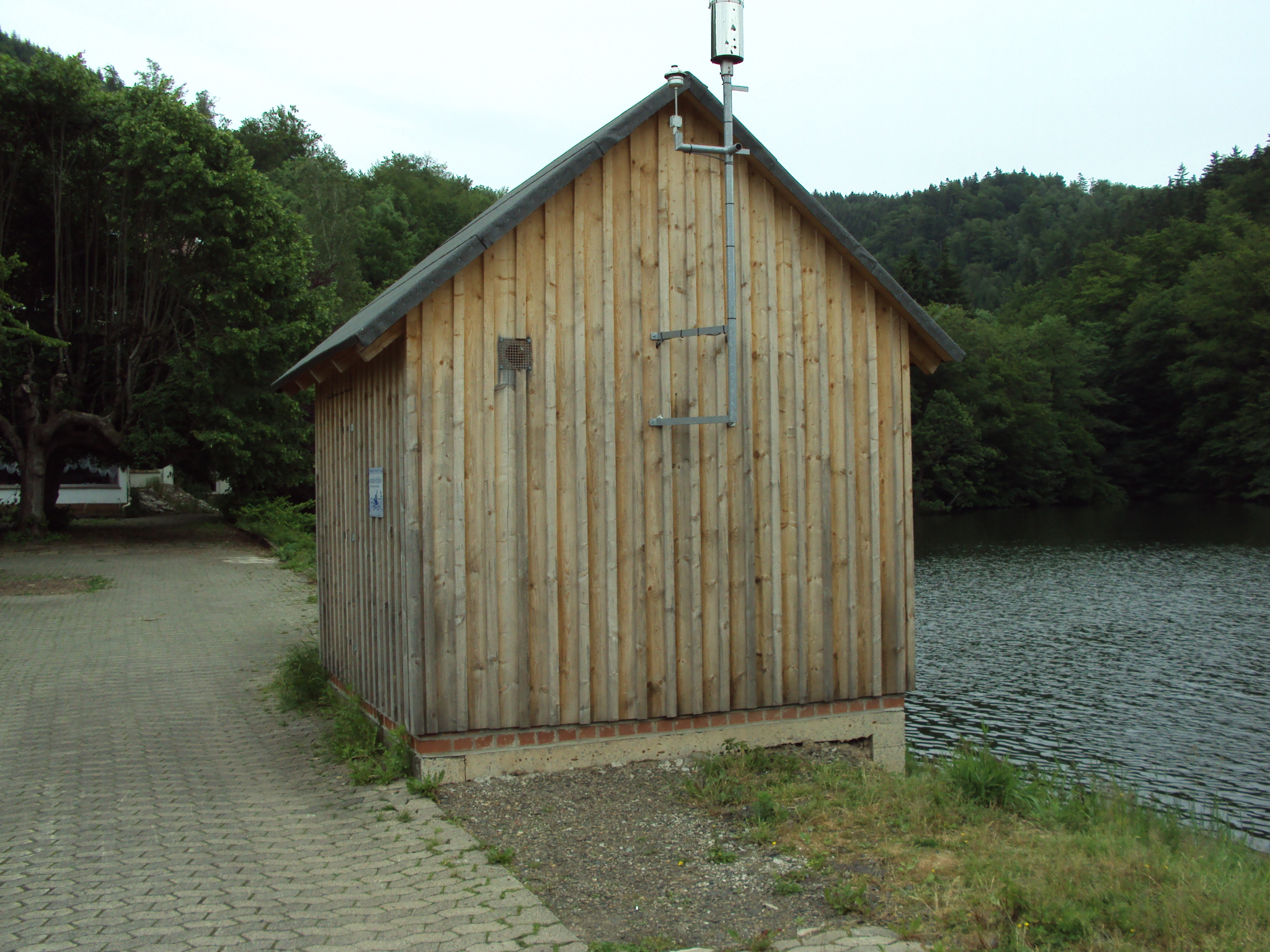
Striegelhaus zur Betätigung des Grundablasses (Striegel)
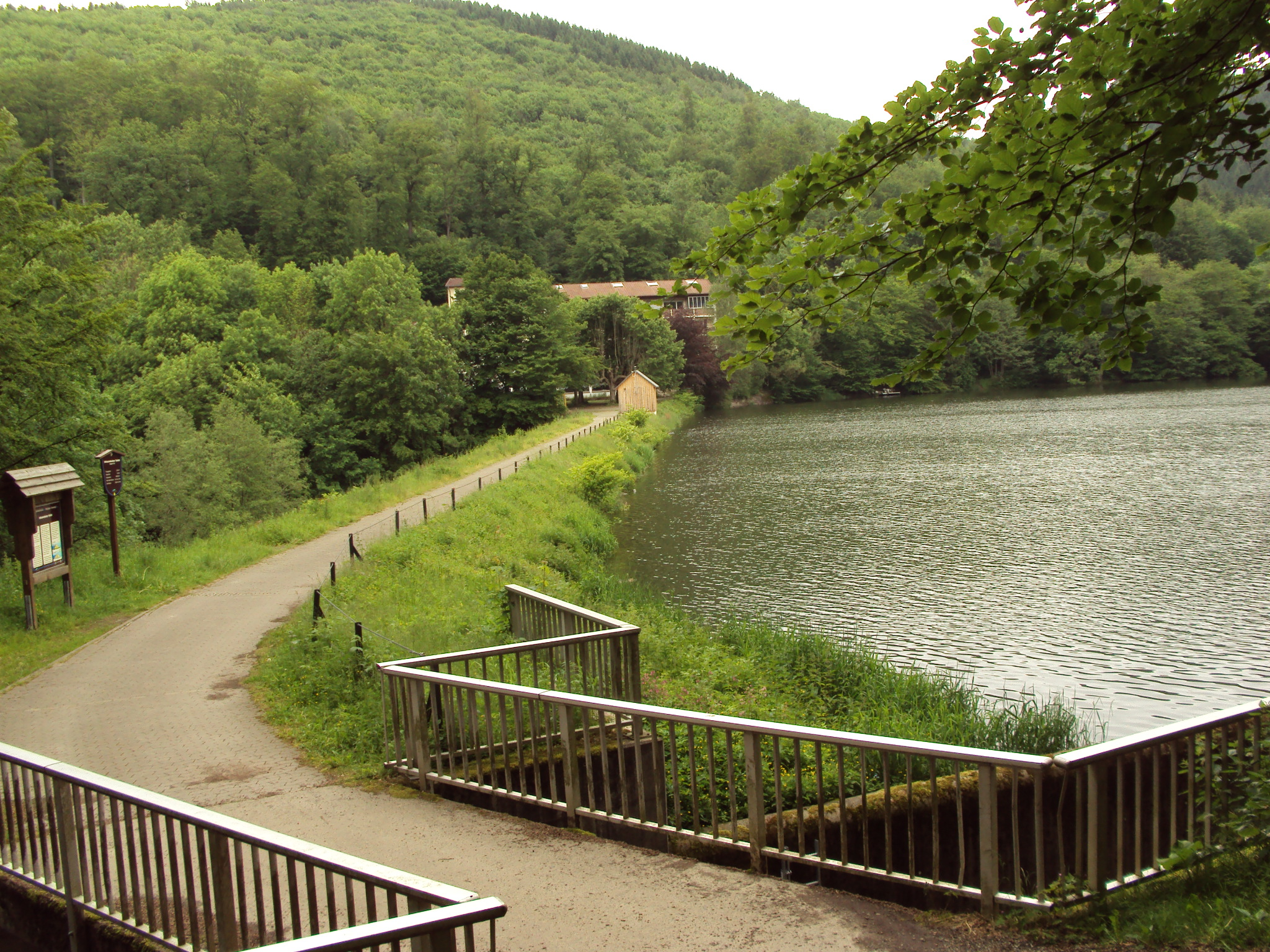
Damm und Hochwasserentlastung (vorne rechts)
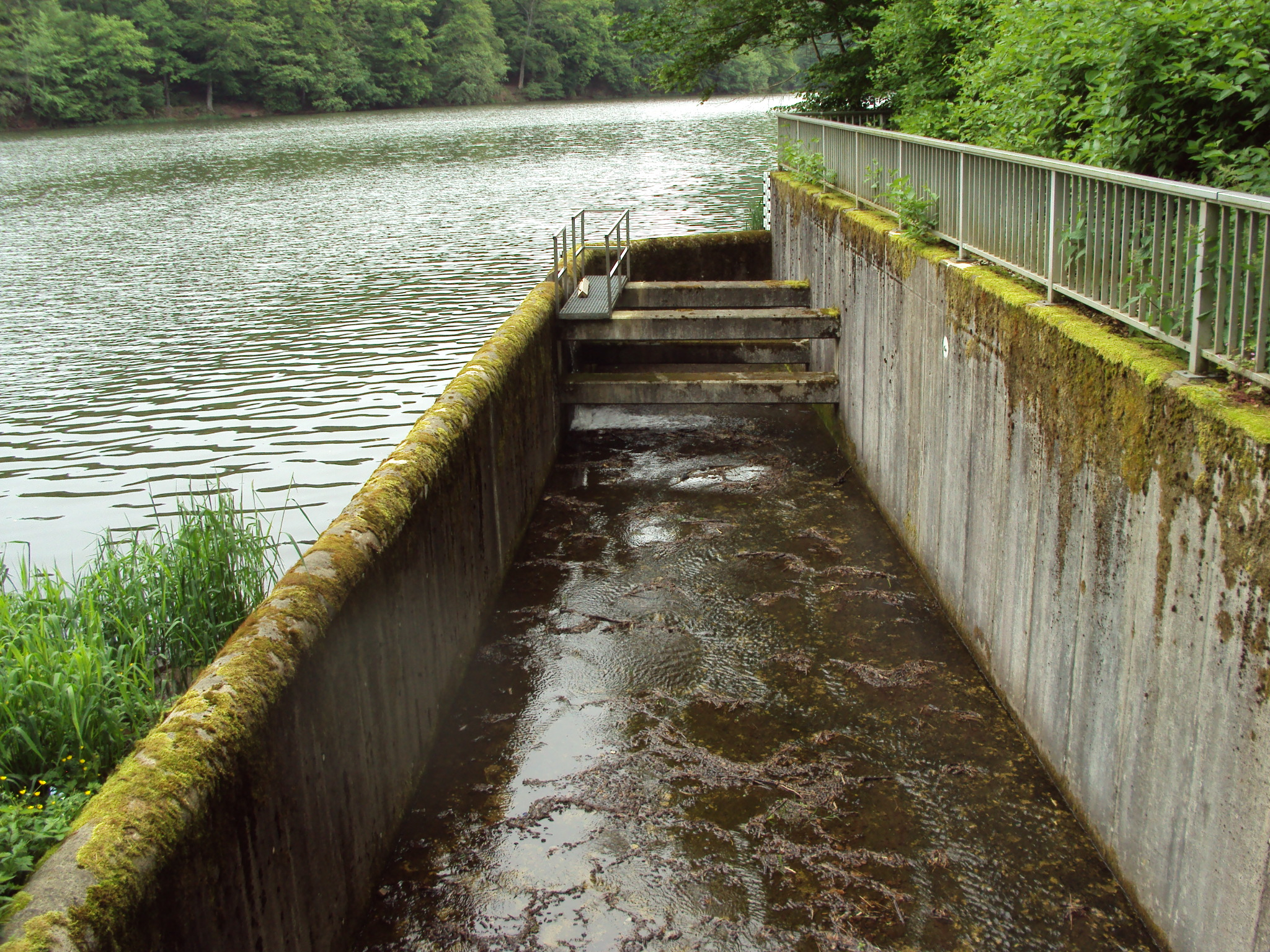
Hochwasserentlastung
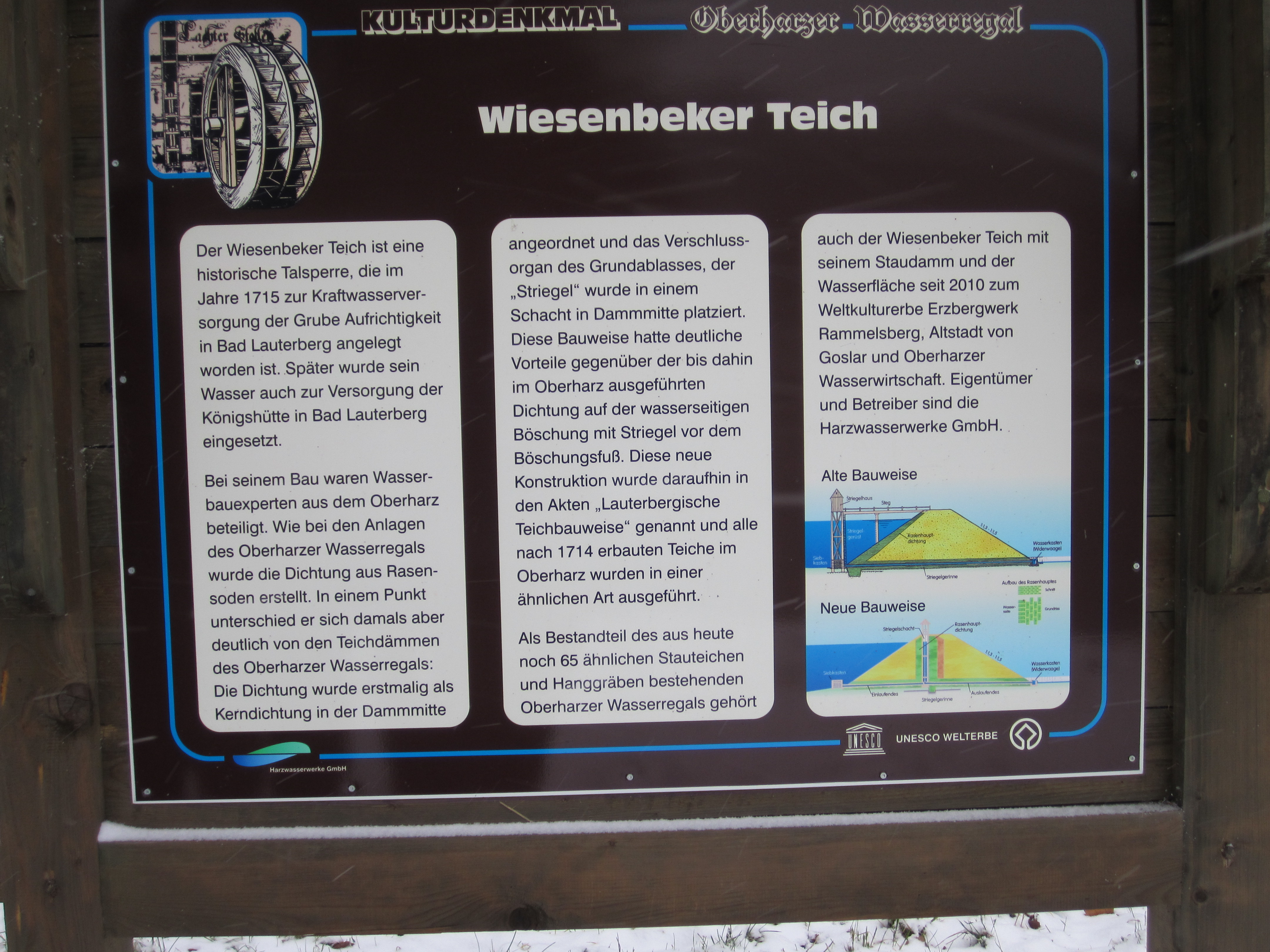
Infotafel am Teich

Der Teich liegt auf einer Etappe des Harzer Baudensteigs.